# История журналистики в Португалии
Первые периодические издания в Португалии начали выходить с середины XVII века. К 1821 году в стране насчитывалось всего 4 газеты, но после появления первого закона о свободе прессы их количество увеличилось до 12. Под влиянием социалистских и республиканских идей, распространявшихся вследствие революции в соседних Франции и Испании, журналистика Португалии к середине XIX века приобрела политическую окраску. В 1860-е гг. наметилась индустриализация газетного дела.
29 декабря 1864 г. появился первый номер ежедневной утренней газеты «Диариу де нотисиаш» («Газета новостей»), которая сегодня является основной газетой Португалии. Девиз издания («Заинтересовать все классы, быть доступной и понятной для всех») подкреплялся и экономически: цена «Диариу де нотисиаш» была в 4 раза ниже, чем цены других газет.
В 1881 г. в Лиссабоне начала выходить ежедневная газета «Секулу» («Век»), возникшая как орган антимонархических кругов. Это издание стало выражать интересы крепнувшего республиканского движения. С 1888 года в городе Порту начинает издаваться газета Журнал де Нотисиаш.
К установлению в Португалии республиканского правления 5 октября 1910 г. в Лиссабоне выходило 17 ежедневных газет, а в Порту — 8.
В республиканский период, насыщенный новыми идеями, под влиянием революционных событий в Европе активизировалась политическая жизнь в стране, возросло число периодических изданий (с 414 в 1917 г. до 532 в 1923 г.).
В марте 1921 г. была основана Португальская коммунистическая партия (ПКП), а её программа была опубликована в газете «Баталья». ПКП стала единственной из политических партий, существовавших до 1926 г. и не выстоявших в условиях фашистского режима, которая сумела превратиться за годы подполья в самую сильную партию антифашистской оппозиции.
Вскоре после установления диктаторского режима в стране значительно ужесточился цензурный режим. Даже за самое незначительное отступление от требований газеты подвергались тяжелым штрафам, а то и закрытию сроком до 180 дней. В 1933 г. служба цензуры была преобразована в Генеральную дирекцию цензуры, которой предоставлялось право запрещать создание новых газет, поступление иностранных публикаций, а также закрывать газеты и издательства.
Большинство появившихся в период республики газет вынуждено было закрыться, а все основные газеты фактически превратились в официальные издания фашистской диктатуры. Большинство газет принадлежало частным лицам. Администраторы и часть журналистов тесно сотрудничали с режимом, что обеспечивало дополнительный контроль за остальными сотрудниками.

## «Аванте!»
С 15 февраля 1931 г. начала подпольно издаваться газета «Аванте!» — орган ПКП. Её издание было связано с многочисленными трудностями. Газета для удобства распространения печаталась на тонкой папиросной бумаге, раздобыть которую в условиях тотальной слежки было очень трудно. Типографии «Аванте!» в то время располагались в обычных квартирах, номера печатались практически вручную, дабы не производить излишнего шума и не вызывать подозрения соседей. Газета содержала информацию о событиях в стране и в мире (особенное внимание уделялось новостям из СССР), интервью с рабочими и крестьянами (имена во избежание преследований не указывались), призывы к расширению движения, карикатуры, сообщения о передачах Московского радио, списки друзей, сделавших взносы (вместо имен печатались псевдонимы, например: «Юрий Гагарин» — 5 эскудо, «Максим Горький» — 6 эскудо, «Да здравствует Советский Союз!» — 12 эскудо, «Долой фашизм!» — 10 эскудо).
Типографии «Аванте!» тщательно выслеживались агентами ПИДЕ, многие из тех, кто был причастен к выпуску и распространению газеты, были арестованы и заключены в застенки. Тем не менее, газета продолжала существовать. Первый её легальный номер вышел вскоре после «революции гвоздик», 17 мая 1974 г.
В 1990-х годах «Аванте!» сохраняла свои лидирующие позиции на газетном рынке Португалии (третья по тиражу среди ежедневных газет), руководствуясь интересами трудящихся и выступая за консолидацию демократических сил. Для распространения газета успешно использует организационную структуру ПКП: её номера продаются во всех отделениях партии.

## Журналистика в условиях кризиса фашистской диктатуры
В начале 1960-х гг. кризис фашистского режима в Португалии начал усугубляться. В этих условиях капиталистические монополии начали приобретать основные газеты страны, чтобы через них удержать свою власть. Это коснулось прежде всего «большой прессы», то есть основных изданий Лиссабона и Порту. До 1974 г. к «большой прессе» относились ежедневные утренние газеты Лиссабона «Диариу де нотисиаш», «Секулу», вечерние «Диариу популар», «Диариу де Лижбоа», «Капитал», коммерческая ежедневная газета «Журнал ду комерсиу», еженедельная «Эшпресу», а также два иллюстрированных журнала — «Флама» и «Секулу илустрадо». Порту был представлен ежедневными утренними газетами «Примейру де Жанейру», «Журнал де Нотисиаш» и «Комерсиу ду Порту». После апрельской революции структура «большой прессы» изменилась незначительно: перестали выходить «Секулу» и «Журнал ду комерсиу».
Когда на смену диктатору Антониу Салазару к управлению страной пришел его воспитанник Марселу Каэтану, в прессе начались незначительные изменения. В частности, появились издания, получившие названия «оппозиционных». К таковым можно отнести «Диариу де Лижбоа», популярную среди демократически настроенной интеллигенции и студенчества, и «Диариу популар», которая стремилась давать относительно независимую информацию.

## Журналистика после «революции гвоздик»
25 апреля 1974 г. в результате революции гвоздик был свергнут многолетний фашистский режим в Португалии. «Голосом революции» называют национальную радиостанцию «Радиоклуб Португеш», которая первой сообщила о свершившихся в стране переменах.
Сразу же после установления нового режима был принят «Закон прессы» (26 февраля 1975 г.), а в 1976 г. основные положения о деятельности СМИ, праве на свободу слова и получение информации вошли в конституцию страны.
На смену частным владельца газет пришло государство. Было создано специальное ведомство, определяющее информационную политику газет, а также вопросы их финансового регулирования. Различные политические партии пытались добиться своего влияния в газетах. ПКП выступала за то, чтобы пресса действовала в интересах широких кругов населения, социал-демократы добивались влияния в прессе ради торможения революционного процесса, консервативные силы создавали газеты правой ориентации («Руа», «Диа», «Паиш») для популяризации собственных идей. В результате в стране возникла газетная оппозиция.
С января 1976 г. начала выходить и новая газета демократического направления, близкая к позициям ПКП — «Диариу». Девиз газеты — «Правда, на которую мы имеем право». Создателем «Диариу» стал заместитель главного редактора «Аванте!», а среди сотрудников были журналисты, уволенные за левые взгляды. Газета стремится правдиво освещать основные международные события, ведет борьбу с дезинформацией. Особенно популярна «Диариу» в бывших португальских колониях(Ангола, Мозамбик, Гвинея-Бисау).
Вскоре после революции 1974 г. начались разногласия между ПКП и Португальской Социалистической партией (ПСП). В связи с этим памятно дело газеты «Република». Будучи официальным органом социалистов, газета распоряжением премьера Вашку Гонсалвиш перешла в руки левых. В знак протеста социалисты вышли из состава правительства, что усугубило противоречия между партиями.

## Телевидение
25 апреля 1975 г. состоялись выборы в Учредительное собрание страны, победу на которых одержали социалисты. Сутки во время подсчета голосов на выборах телевидение транслировало специальную программу, рассказывающую о ходе подсчета голосов. Это была самая продолжительная и увлекательная программа в истории португальского телевидения.
В 1978—1979 гг. большой популярностью пользовалась еженедельная телепрограмма «Директиссимо» («Прямо в эфир»). Это был двухчасовой альманах, посвященный различным проблемам национальной жизни, политики, искусства, культуры. Вторая половина программы включала часовое интервью португальского журналиста Жоакима Летрия с каким-либо государственным деятелем, политиком, артистом, художником. Программа шла непосредственно в эфир. Самой интересной её особенностью была предоставляемая каждому телезрителю возможность принять в программе личное участие: в углу экрана появлялся титр с указанием номера телефона, по которому можно было задать свой вопрос.
В 1981 г. подавляющее количество эфирного времени на телевидении было отдано правящему альянсу партий, что не соответствовало лозунгу об «информационном плюрализме».
Влияние властей ощущалось и в других СМИ. Так, государство активно стремилось прекратить деятельность информационного агентства АНОП, созданного в 1975 г. и сохранившего дух «революции гвоздик». В 1982 г. правительство подготовило проект о роспуске АНОП, однако президент Р. Эанеш отказался его подписать. Тогда в противовес АНОП было создано агентство Нотисиаш де Португал, оснащенное дорогостоящим оборудованием и долженствующее поглотить АНОП.
В целом, Португалию можно отнести к поляризованно-плюралистической (или средиземноморской) модели СМИ, характеризующейся относительно слабым развитием коммерчески ориентированных СМИ и довольно сильным вмешательством государства в медиарынок. Газеты в Португалии нацелены на немногочисленные и хорошо образованные элитные группы. Читателей-мужчин в стране на 34 % больше, чем читателей-женщин. Все же основным СМИ в стране является телевидение.